# エジムンド・ススム・フジタ
エジムンド・ススム・フジタ（Edmundo Sussumu Fujita、藤田エジムンド進、1950年3月7日 - 2016年4月6日）は、ブラジル連邦共和国の外交官。日系ブラジル人二世。
日系ブラジル人として初めてブラジルの外交官となり、ブラジル外務省アジア大洋州局長を経て、駐インドネシア特命全権大使、駐大韓民国特命全権大使を歴任した。
語学に堪能で、ポルトガル語、日本語、英語、フランス語、スペイン語、イタリア語を流暢に会話可能な多言語話者（マルチリンガル）の外交官であった。

## 来歴
1950年3月7日、サンパウロ市に出生。サンパウロ地下鉄リベルダージ駅のリベルダージ広場に面した太陽堂書店の経営者の藤田芳郎と千代子夫妻の三人息子の長男として生まれる。父の芳郎（福島県白川郡出身、1920年生 – 2014年没）は、両親とともに14歳で渡伯し、アサイ移住地で就農。18歳でサンパウロに移り、蜂谷商会（輸入業）で働く傍ら会計学校で学んだ後、1949年に日本人街リベルダージに太陽堂書店を創業、1959年にリベルダージ広場前に店舗を移転した。サンパウロでは1950年代と1960年代に戦後移住者や駐在員の増加もあって日本語出版物の需要が増大していた。太陽堂書店は、最盛時には1ヶ月あたり15トンもの日本語の書籍、雑誌、新聞を輸入販売し、日系社会の日本語の活字文化の振興・保存に貢献した。他にも、野球用具や柔道着の製造業も営んだ。父の書店経営の成功もあって、フジタは幼少時より日本語書籍や日本文化に親しむ環境に育った。
1972年12月にブラジルの最高学府であるサンパウロ大学（USP）法学部を卒業し、1973年4月から1年半、日本政府国費留学生として東京大学法学部に留学した。東大法学部留学中に当時大学院生で日本語指導役を務めた北岡伸一（後に東京大学法学部名誉教授、国際協力機構（JICA）元理事長）の知己を得る。同時期に東大法学部の留学生仲間であった二宮正人（後にサンパウロ大学法学部名誉教授、ブラジル弁護士）とともに、その後も三人の交友関係は生涯続いた。
帰国後の1975年にブラジル外務省の外交官養成学校「リオ・ブランコ学院」に入学。後に外交官になった理由を尋ねられると、旅行や他の文化を知ることに興味があったからだと答え、「私は旅行が大好きで、他の国やその国の人々について知ることにとても興味があります。この習慣が外交官になろうと思ったきっかけです」と述べている。1976年にブラジル外務省に三等書記官として入省し、初の日系ブラジル人の職業外交官としてのキャリアを開始した。ブラジル外交の強化と、保健・教育・技術の分野に重点を置いた外交政策に取り組んだ。
フィリッピン国マニラにおいて、ケソン市所在のフィリピン大学の政治学教授であったマリア・リガヤ・アベレダ（Maria Ligayaフィリピン人）と結婚。1978年にロンドンの駐英国ブラジル大使館に二等書記官として勤務するとともに、1980年にロンドン・スクール・オブ・エコノミクス（LSE）で経済学修士号を取得した。1982年に東京の駐日ブラジル大使館に異動し、1985年からは一等書記官に昇進し経済部長として勤務した。その後モスクワ勤務を経て、ニューヨークの国際連合ブラジル政府代表部に勤務した。1989年に参事官に昇進し、1990年まで外務省の外交官養成学校リオ・ブランコ学院で政治思想の教鞭を取るとともに、ブラジル外務省の採用試験委員を4年間務めた。
1990年に国際連合局の次長として勤務した後、ニューヨークの国際連合ブラジル政府代表部に赴任。1993年から1994年末までブラジルが国連安全保障理事会の非常任理事国となったことから、次席代表として安保理会合に出席した。1995年に二等公使に昇進。帰国後、1998年まで大統領府国家戦略庁副長官を務めた後、1999年7月外務省アジア・大洋州局長に就任。2002年に一等公使に昇任。2005年から駐インドネシア特命全権大使に就任し、在任中の2007年には両国大統領の相互訪問を実現した。2009年4月から駐韓国特命全権大使に就任し、ソウルにブラジル文化センターを開設した。2015年9月ブラジルに帰国しブラジル外務省サンパウロ代表事務所次席大使に就いた。2016年3月に容態が悪化、2016年4月6日、サンパウロ市内のシリオ・リバネス病院で肝臓ガンために死去。享年66。イタペセリッカの墓地で火葬された。

## 顕彰
- 「最も著名な日系ブラジル人として、日系人初の外交官で大使を務められた故エジムンド・ススム・フジタ大使と、弁護士でありサンパウロ大学法学部教授の二宮正人氏がおられます。お二人の功績を称えるため、2019年にサンパウロ大学にJICA講座を開設した際、それを「フジタ・ニノミヤ講座」と名付けました。フジタ・ニノミヤ講座は、学者や学生に近代日本の発展の経験と知識を学ぶ機会を提供しています。当初、この講座はサンパウロ大学の希望者のみを参加対象としていましたが、現在ではブラジル全土からの希望者を対象にしています」[8]。

- 2020年6月29日、ブルーノ・コヴァスサンパウロ市長はサコマン区にある保健所（UBS）の名称を「エジムンド・進・藤田大使（Embaixador Edmundo Sussumu Fujita）」保健所とする条例案に署名した。同案を提出した野村アウレリオ同市議会議員は、「藤田氏は外交官として、さらにブラジル国内の世界保健機関（WHO）でも健康環境改善のため最前線に立ち取り組んできました」と藤田氏の功績と今回の命名の意義を語った[9]。2023年9月１日午前、サンパウロ市議会は、故藤田エジムンド・ススム大使に対する顕彰として、サコマン区の保健所（Estrada das Lagrimas 1604）を「エジムンド・進・藤田大使」保健所と命名する記念式典を同保健所で行った。式典には同大使の妻マリア・リガヤ・藤田さんや弟夫婦ら遺族をはじめ、野村市議、藤田大使の親友だった二宮正人弁護士らが立ち会った。……その後、一行はスマレ区に移動し、同じく野村市議によって「Passagem de Pedestre Embaixador Edmundo Sussumu Fujita（藤田大使歩道）」と新しく命名された場所で記念撮影した。[10]。

- 2022年3月7日、駐日ブラジル大使館は、ブラジルで日系人で初めて外交官となり、日伯両国の関係深化に貢献した故エジムンド・ススム・フジタ氏を顕彰する館内展示室「エジムンド・ススム・フジタ記念スペース」の除幕式を行った[11]。